# Sunland Park
Sunland Park ist eine Stadt im Südwesten des US-Bundesstaats New Mexico im Doña Ana County mit 16.702 Einwohnern (Stand: 2020).
Die 28 km² große Stadt grenzt sowohl an die Großstadt El Paso im benachbarten US-Bundesstaat Texas, als auch an die Großstadt Ciudad Juárez im mexikanischen Bundesstaat Chihuahua. Sunland Park ist somit Teil einer grenzüberschreitenden Metropolregion mit über 2 Millionen Einwohnern.
Die Stadt ist bekannt für das Sunland Park Racetrack & Casino, ein Casino mit Pferderennbahn. Dieses ist auch das größte Wirtschaftsunternehmen der Stadt. Daneben haben sich auch mehrere Marihuana-Verkaufsstellen in der Stadt angesiedelt. Diese bedienen vor allem Kunden aus Texas, wo es noch keine Legalisierung gibt.